# Червоїд мексиканський
Червоїд мексиканський (Leiothlypis crissalis) — вид горобцеподібних птахів родини піснярових (Parulidae). Поширений у Мексиці.

## Поширення
В основному вид трапляється в горах Східна Сьєрра-Мадре і Західна Сьєрра-Мадре в центральній Мексиці, хоча його ареал ледь поширюється на прилеглий південно-західний Техас у горах Чісос. Взимку він мігрує на південь і поширений на півдні Західної Сьєрра-Мадре, у Південній Сьєрра-Мадре і в неовулканічному поясі, від Сіналоа та Дуранго до Герреро та від Халіско до Федерального округу. Населяє хвойні або дубові ліси з вологим або напіввологим помірним кліматом і середньою висотою.

## Опис
Дрібна пташка з переважно сірим оперенням, зі світлішим горлом, грудьми та животом і темнішими крилами та хвостом. Поперек оливково-жовтий. На сивій голові блідо-червоне тім'я та білі очі, не завжди помітні. У дорослому віці він має довжину від 11 до 13 см; самці і самиці схожі. Молоді особини мають коричневі відтінки і дві бліді смуги на кожному крилі.

## Спосіб життя
Гніздування проходить на землі серед каміння. Чашоподібне гніздо будує з трави, листя і моху. Зазвичай самиця відкладає чотири яйця білого або кремового кольору з коричневими плямами.